# معتز الموسى
معتز الموسى مواليد 18 يوليو 1986 في مكة، هو لاعب كرة قدم سعودي يلعب في نادي الزيتون, و لعب سابقاً لأندية الأهلي والوحدة و نادي نجران ونادي الزيتون ومنتخب السعودية لكرة القدم كلاعب وسط.

## الحياة الشخصية
هو شقيق اللاعبين أحمد الموسى وكامل الموسى وربيع الموسى ورضوان الموسى وريان الموسى.

## المسيرة الاحترافية
هو لاعب سعودي يلعب في نادي الاهلي السعودي يلعب في منطقة الوسط يحمل الرقم 5 من مواليد عام 1987 م - 1407 هـ
شارك مع المنتخب السعودي الأول في كاس الخليج في اليمن وكاس آسيا 2011 في قطر الدوحة هو لاعب مميز يغلب عليه الطابع الدافعي في اللعب ويجيد الشق الهجومي
يجيد الظربات الرأسية بامتياز ويعتبر جندي مجهول في الوسط .

### نادي نجران
وقع مع نادي نجران مطلع عام 2016 بعد فسخ عقده مع الأهلي

### نادي الوحدة
بعد هبوط نادي نجران إلى دوري الدرجة الأولى وقع عقد مع نادي الوحدة .

### نادي الوادي
عاد لمزاولة الكرة في عام 2021 و وقع عقد مع نادي الوادي .

### نادي الزيتون
في عام 2021 و وقع عقد مع نادي الزيتون .

### أندية لعب لها
- النادي الأهلي
- نادي نجران
- نادي الوحدة
- نادي الوادي
- نادي الزيتون

## روابط خارجية
- معتز الموسى على موقع قاعدة بيانات كرة القدم.إي يو (الإنجليزية)
- معتز الموسى على موقع ناشيونال فوتبول تيمز (الإنجليزية)
- معتز الموسى على موقع كووورة